# Baci
Pour les articles homonymes, voir Baci (homonymie).

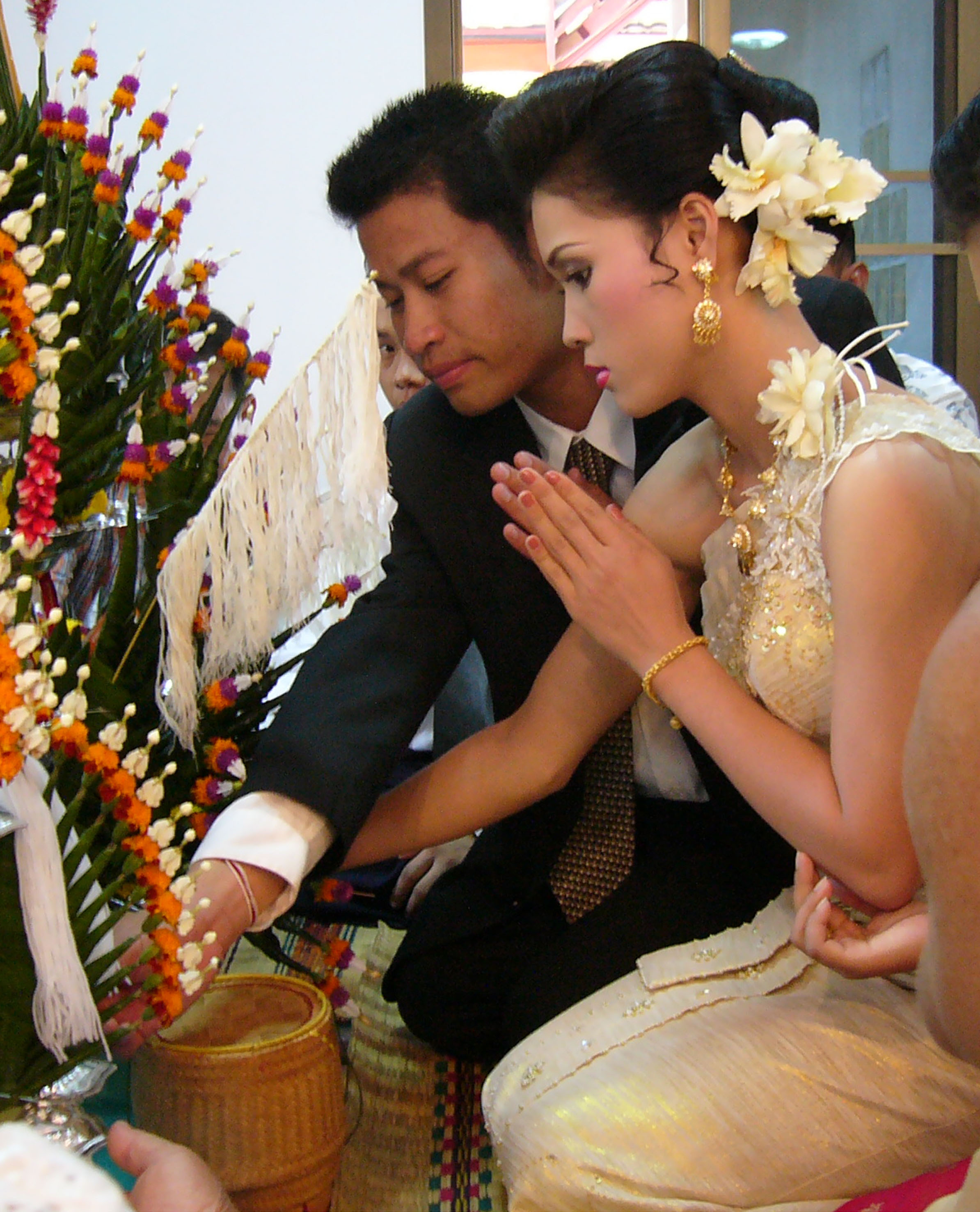
Mariage en Thaïlande : point culminant de la cérémonie du Baci : les nouveaux époux sont "bénis" par l'officiant. Une invitée soutient le coude de la mariée.

Le baci, ou soukhouan, est une cérémonie populaire laotienne de rappel des âmes, pratiquée par les Laos dans toutes les circonstances importantes de la vie quotidienne : mariages, obsèques, naissance, départ ou retour d'un voyage, maladie, célébration de l'anniversaire d'un ancêtre, etc. Elle est destinée à attirer des influences bénéfiques sur ses destinataires en faisant revenir vers eux l'une ou plusieurs des 32 âmes (khouan) que possède chaque être humain selon la conception traditionnelle lao.

## Déroulement

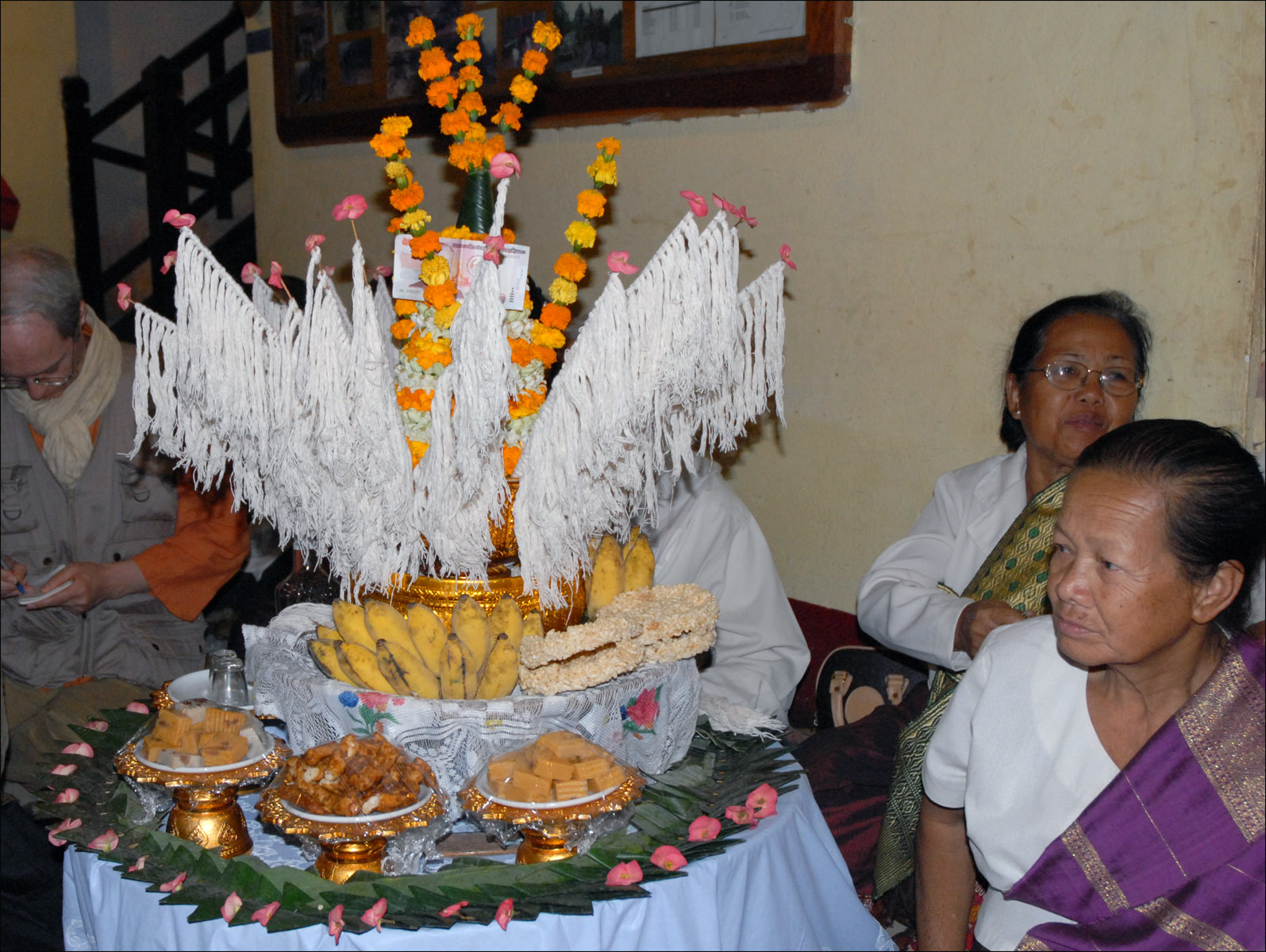
Pakhouan lors d'un baci à Luang Prabang (janv. 2010)

La cérémonie a lieu un jour et une heure faste. Elle se déroule autour d'un phakhouan, un plateau, souvent en argent ou en métal argenté, chargé de coupes et de cornets en feuilles de bananiers, sur lesquels sont piquées des fleurs (habituellement blanches et orange, couleurs du bouddhisme). Des baguettes de bambou sont chargées de fils de cotons blancs. Tout autour se trouvent des offrandes, billets de banque, œufs durs, agrumes, riz gluant, gâteaux, bougies, etc., apportées par les organisateurs ou les invités. La nourriture est destinée aux âmes (khouan) qui seront rappelées.
Des moines bouddhistes peuvent participer à la cérémonie, mais leur présence n'est pas indispensable. L'officiant est ordinairement un laïc, un ancien versé dans la tradition, porteur d'une simple écharpe en coton à carreaux. Il s'adresse d'abord aux divinités, puis aux âmes, qu'il rappelle vers la personne honorée avant de proférer des souhaits à son égard. Celle-ci touche le phakhouan d'une main, l'autre étant relevée en signe de respect. Les assistants soutiennent le coude levé et se touchent les uns les autres pour participer à ce moment solennel.

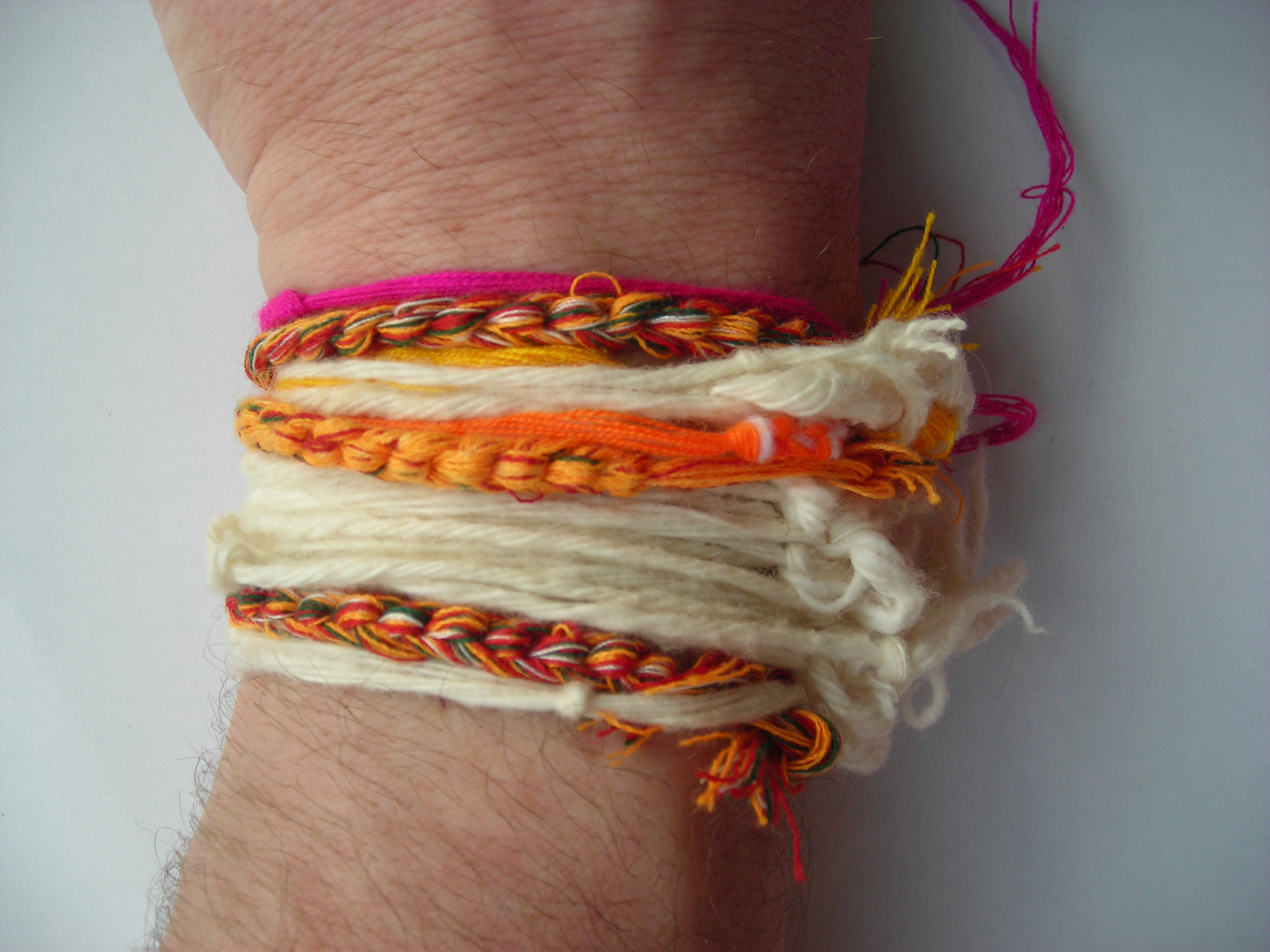
Après un Baci.

L'officiant noue alors le premier fil de coton autour du poignet de la personne honorée. Les assistants le font à leur tour, et lorsqu'il s'agit d'un mariage, les poignets des nouveaux époux peuvent finir chargés de dizaines de fils de cotons matérialisant les souhaits des invités, sur plusieurs centimètres. Ces fils ne doivent pas être coupés, sous peine de perdre tout le bénéfice de la cérémonie. Il est conseillé de les porter au moins trois jours, et de préférence jusqu'à usure complète.